# Personaggi di Nausicaä della Valle del vento
Questa è la lista dei personaggi di Nausicaä della Valle del vento, manga ideato e scritto da Hayao Miyazaki tra il 1982 e il 1994. La serie ripercorre la storia di Nausicaä, principessa di un piccolo regno in un mondo postapocalittico, che viene coinvolta in una guerra tra nazioni rivali mentre un disastro ambientale minaccia la sopravvivenza del genere umano. Durante il suo viaggio Nausicaä si fa promotrice di una convivenza pacifica tra gli abitanti della terra, così come tra l'umanità e la natura.
Nel 1984 lo stesso Miyazaki ne trasse un film d'animazione omonimo. Al tempo erano stati pubblicati solo 16 capitoli su 59, corrispondenti a meno di 2 volumi su 7, per cui la storia del lungometraggio riflette solo la prima parte del manga, differenziandosi in diversi punti. I personaggi introdotti successivamente nel fumetto non compaiono nel film e, tra quelli che appaiono in entrambi i media, alcuni hanno caratteristiche leggermente diverse.

## Valle del vento
La Valle del vento (風の谷?, Kaze no tani) è un piccolo Stato periferico situato a nord del Mare della Putrefazione. Nonostante la vicinanza alla foresta, il miasma tossico non raggiunge la Valle a causa dei forti venti che spirano in direzione contraria, rendendo il luogo una piccola oasi riparata. Gli abitanti del posto hanno imparato a sfruttare il costante vento attraverso mulini e alianti per ricavare energia e sostentamento. La Valle ospita una popolazione in declino di 500 umani ed è governata dal re Jhil, il quale è però costretto a letto, lasciando quindi che sua figlia Nausicaä lo sostituisca. Nel manga Kushana vi atterra per prelevare il pezzo mancante per attivare e comandare il dio guerriero. Nel film, invece, viene attaccata dalla principessa tolmekiana per recuperare il robot trovato a Pejite e che si è schiantato lì.

### Nausicaä
Nausicaä (ナウシカ?, Naushika) è la figlia del re Jhil e la principessa della Valle del vento. Dalla tenera età esplora l'ecosistema del Mare della Putrefazione e si sforza di capirne il suo funzionamento. Grazie alle sue ricerche e a dei campioni prelevati dalla foresta e analizzati nel suo laboratorio, giunge alla conclusione che la giungla è incompresa dalla maggior parte della popolazione. Nausicaä è una persona pacifica che rigetta la guerra, ma si trova coinvolta in un conflitto armato per onorare le sue responsabilità di principessa nei confronti del padre e del suo popolo. Nel corso della storia viene identificata come una figura profetica e grazie a ciò riesce a liberarsi dal contesto ristretto della politica e dei conflitti locali e a portare avanti la sua missione salvifica dell'umanità e del mondo intero.
Nel film la sua personalità riflette quella del manga, ma i suoi spostamenti sono limitati alla sola Valle del vento e alla Giungla Tossica. Si sacrifica per arrestare la furiosa avanzata dei Mostri-Tarli e viene poi riportata in vita dai misteriosi poteri delle creature. Il suo gesto permette di mettere fine alla violenza e di instaurare un percorso di pace tra l'uomo e la natura. È doppiata in giapponese da Sumi Shimamoto, mentre in italiano da Paola Del Bosco (nel primo adattamento del 1987 per la Rai) e Letizia Ciampa (nel secondo del 2015 curato da Lucky Red).

### Jhil
Jhil (ジル?, Jiru, chiamato Gil nella prima edizione italiana del manga) è il re della Valle del vento e il padre di Nausicaä. Appare anziano e malato, per cui molte decisioni pratiche vengono prese dalla figlia, anche se l'uomo è trattato con rispetto e ascoltato dal suo popolo. Muore a causa della malattia poco dopo la partenza di Nausicaä per il fronte.
Nel film è ucciso durante l'invasione della Valle da parte delle truppe tolmekiane. È doppiato in giapponese da Mahito Tsujimura, mentre in italiano da Luciano De Ambrosis.

### Yupa
Yupa Miraruda (ユパ・ミラルダ?, chiamato Lord Yupa nella prima edizione italiana del manga) è un uomo anziano definito il miglior spadaccino del Mare della Putrefazione. È stato il mentore di Nausicaä e per buona parte della sua vita ha viaggiato per il mondo alla ricerca di risposte sull'origine del Mare della Putrefazione. Nel corso delle sue peripezie incontra Asbel e Kecha e viene aiutato dagli uomini della foresta. Si sacrifica infine per placare l'ira dei dorokiani nei confronti delle truppe tolmekiane e per riappacificare le due parti.
Nel film ha un ruolo molto più marginale, ma aiuta a proteggere l'aereo di Pejite, dove viaggia Asbel insieme ai civili, dall'attacco delle truppe tolmekiane. È doppiato in giapponese da Gorō Naya, mentre in italiano da Gioacchino Maniscalco (nel primo adattamento del 1987 per la Rai) e Angelo Nicotra (nel secondo del 2015 curato da Lucky Red).

### Mito
Mito (ミト?) è un abitante della Valle e capo operativo delle forze armate, distinguibile dalla fascia che porta sopra all'occhio destro. Il suo ruolo principale è pilotare la nave volante Gunship a supporto della missione di Nausicaä. A Shuwa viene ferito durante gli scontri, ma riesce a sopravvivere agli eventi finali della storia.
È doppiato in giapponese da Ichirō Nagai, mentre in italiano da Piero Leri (nel primo adattamento del 1987 per la Rai) e Gerolamo Alchieri (nel secondo del 2015 curato da Lucky Red).

### Gran dama
La Gran dama (大ババ?, Obaba) è la saggia anziana della Valle del vento. Custode di antiche leggende, racconta dei sette giorni di fuoco e della "Grande Ondata di Marea".
Nel film è colei che narra della profezia dell'"uomo vestito d'azzurro" a Nausicaä e che nel finale riconosce la stessa Nausicaä in questa figura. È doppiata in giapponese da Hisako Kyōda, mentre in italiano da Franca Lumachi.

### Tepa
Tepa (テパ?) è una bambina della Valle del vento che viene iniziata all'uso del Mehve per sostituire un giorno Nausicaä come "domatrice del vento".

## Pejite
Pejite (ペジテ?, Pegite nella prima edizione italiana del manga) è una città di artigiani dei territori della periferia situato a nord del Mare della Putrefazione. L'insediamento è costruito sulla carcassa di una grande nave della civiltà industriale, progettata per i viaggi interstellari, e vive dell'estrazione e della vendita di parti e tecnologia di quest'ultima. Sono proprio gli artigiani di Pejite a riportare alla luce un dio guerriero durante uno dei loro scavi. Quando la notizia di questa scoperta raggiunge Tolmekia, il re ordina a Kushana di attaccare la città per recuperare il prezioso artefatto e il borgo viene raso al suolo.
Nel film, Nausicaä e Asbel si recano alla capitale dopo aver scoperto il segreto della Giungla Tossica; qui scoprono che la città è stata rasa al suolo dagli insetti, istigati dagli stessi abitanti di Pejite per non lasciare la loro terra in mano a Tolmekia.

### Asbel
Asbel (アスベル?, Asuberu, chiamato Asvel nella prima edizione italiana del manga) è il principe di Pejite. Scampato alla distruzione della sua città, decide di vendicare il suo popolo attaccando l'esercito di Kushana con un piccolo aereo da combattimento. Abbattuto, cade nella foresta, dove stringe amicizia con Nausicaä. In seguito conosce Yupa e diventa suo amico e alleato nel corso della storia.
Nel film Asbel, scoperta la vera natura della Giungla Tossica e affascinato dalla determinazione di Nausicaä, si schiera contro le decisioni del suo stesso popolo nell'utilizzare un cucciolo di Ohmu come esca per provocare l'ira delle creature. Cerca quindi di aiutare la principessa a tornare nella Valle per avvisare il suo popolo. Al termine degli eventi viene visto cavalcare in compagnia di Yupa e Nausicaä. È doppiato in giapponese da Yōji Matsuda, mentre in italiano da Alessio De Filippis.

### Lastel
Lastel (ラステル?, Rasuteru, chiamata Rastel nella prima edizione italiana del manga) è la principessa di Pejite e la sorella gemella di Asbel. Riesce inizialmente a mettersi in salvo dalla distruzione della sua città su una nave di esuli, ma il velivolo precipita durante l'attraversamento della foresta, andando in fiamme. Prima di morire consegna a Nausicaä la pietra in grado di riattivare gli dei guerrieri, facendole promettere di non farla cadere in mani tolmekiane. È doppiata in giapponese da Mīna Tominaga, mentre in italiano da Eva Padoan.
Nel film è rappresentata come una prigioniera di guerra di Tolmekia, che viene condotta in catene a bordo del velivolo che si schianta nella Valle. Prima di morire chiede a Nausicaä di distruggere la nave per eliminare il guerriero invincibile, e la principessa la rassicura affermando che stia già bruciando.
È doppiata in giapponese da Miina Tominaga.

## Tolmekia
Tolmekia (トルメキア?, Torumekia) è un regno collocato a est del Mare della Putrefazione e il meno toccato da esso. È una monarchia governata dal re Vu e la capitale è Toras (トラス?, Torasu, Tolas nella prima edizione italiana del manga). Nel film è rappresentato come un impero tirannico ed espansionista, mentre nel manga, complice anche la presenza del principato di Dorok, viene presentato in un quadro non altrettanto negativo.

### Kushana
Kushana (クシャナ?) è la principessa di Tolmekia. Appare dura e brutale con i suoi nemici, ma solidale e protettiva nei confronti dei suoi uomini. In un flashback sulla sua giovinezza, si scopre che la ragazza, in un gioco di intrighi a corte, doveva essere avvelenata dai suoi stessi fratelli o dal padre, ma che il veleno era stato ingerito per sbaglio dalla madre, portandola alla pazzia. Questo trauma la segna per il resto della sua vita e Kushana inizia a coltivare un lato cinico e severo. Privata delle sue fedeli truppe, viene inviata dal padre a Pejite per appropriarsi della pietra in grado di riportare in vita gli dei guerrieri e in seguito riceve ordine di guidare le sue truppe in un attacco da nord all'impero di Dorok. Anche in questo caso i suoi ordini si rivelano una trappola ordita alle sue spalle dai fratelli o dal padre, e Kushana finisce in un'imboscata di Dorok in cui le sue truppe vengono decimate e lei stessa sfugge per un soffio. Giunta alla città di Sapata, si ricongiunge con le sue truppe e le guida in un'audace sortita contro l'esercito di Dorok. Infine, cambiata dall'incontro con Nausicaä, Kushana aiuta a mettere fine alla guerra e assume la reggenza di Tolmekia con saggezza fino alla sua morte.
Nel film Kushana nutre un odio profondo nei confronti della Giungla Tossica, poiché gli insetti l'hanno mutilata da giovane. Intende usare il guerriero invincibile per conquistare gli Stati vicini, e quindi distruggere col suo fuoco termonucleare la giungla. Il suo ricorso al guerriero invincibile, però, si rivela un insuccesso, dato che il mostro, non ancora completamente rigenerato dalle cure a cui è stato sottoposto, non regge il contraccolpo dei suoi stessi attacchi e si sgretola. Assiste quindi insieme agli altri al sacrificio e alla conseguente risurrezione di Nausicaä e decide infine di lasciare la Valle e la giungla alla loro pace per tornare a Tolmekia. È doppiata in giapponese da Yoshiko Sakakibara, mentre in italiano da Laura Romano.
Susan J. Napier e Patrick Drazen hanno notato delle somiglianze tra i personaggi di Nausicaä e Kushana, una sorta di "dualismo femminile". Anche Miyazaki ha descritto le due principesse come "due facce della stessa medaglia", a eccezione del fatto che Kushana ha delle "ferite fisiche profonde". Hayao Miyazaki ha dichiarato in un'intervista che Hideaki Anno, che aveva lavorato al film di Nausicaä come animatore, aveva manifestato interesse per realizzare un film incentrato su Kushana, ma che l'opera sarebbe stata "noiosa, inutile, terribile" perché focalizzata solamente sull'aspetto militare.

### Kurotowa
Kurotowa (クロトワ?, chiamato Krotowa nella prima edizione italiana del manga) è un sottoposto di Kushana e inizialmente una spia al soldo del re Vu. Scoperto dalla principessa, preferisce cambiare alleanze, rendendosi conto che il re lo avrebbe probabilmente fatto uccidere una volta che non avesse più avuto bisogno di lui. In passato era stato un pilota di aerei, come dimostra nel manga in numerose occasioni alla guida di velivoli. Si fa vanto di essere una persona cinica che guarda unicamente al suo interesse e alla sua salvaguardia, ma è fatalmente attratto dal carisma di Kushana e dall'idealismo e dalla purezza di spirito di Nausicaä.
Nel film il suo personaggio rispecchia la personalità e il comportamento di quello del manga, tuttavia manca la sottotrama del suo doppio gioco ai danni di Kushana e viene presentato semplicemente come il braccio destro della donna. È doppiato in giapponese da Iemasa Kayumi, mentre in italiano da Pino Insegno.
Francesco Grasso ha molto apprezzato il personaggio di Kurotowa, definendolo, con il suo cinismo e arrivismo, «una figura tridimensionale, umanissima, in cui identificarsi è immediato [...] l'unico a rappresentare le dimensioni della quotidianità, a incarnare i valori della gente comune, del "vaso di coccio tra i vasi di ferro"».

### Re Vu
Il re Vu (ヴ王?, Vu ō) è il sovrano di Tolmekia. È un personaggio sicuro di sé, arrogante e spietato, che non esita ad assassinare i suoi stessi figli nel momento in cui li percepisce come minacce al suo potere. Dopo la ritirata dei suoi figli, decide di guidare personalmente le truppe tolmekiane nell'assalto a Shuwa, per poter entrare in possesso dei segreti della cripta e dell'immortalità. Insieme a Nausicaä si presenta davanti al Signore della cripta e, insoddisfatto come la ragazza dalle promesse che questi fa, appoggia la principessa nel fermarlo. Si sacrifica infine per Nausicaä, proteggendola dalla forza della luce finale emessa dal Signore. Prima di morire riconosce Kushana come erede al trono, invitandola a non ripetere i suoi stessi errori e a regnare con saggezza.

### Tre principi
I tre principi (3皇子?, San ōji) sono i figli del re Vu e fratelli di Kushana. Come il padre sono grassi, arroganti e pieni di sé. Un primo muore al fronte davanti agli occhi di Kushana quando la sua nave è attaccata dagli insetti. I rimanenti due ritirano inizialmente le loro truppe da Dorok, ma alla richiesta del re sono costretti loro malgrado a ritornare al fronte. Qui si imbattono in Nausicaä e Ohma e vengono presi in ostaggio dal dio guerriero per intimare alle truppe tolmekiane di ritirarsi. Giunti nel giardino di Shuwa si scopre che i due principi sono amanti delle arti e della tranquillità e rivelano che il loro comportamento era stato una messinscena per ingannare il loro padre e non farli percepire come una minaccia. Decidono quindi di rimanere con il Signore del giardino quando Nausicaä riprende il suo viaggio.

## Dorok
Dorok (ドルク?, Doruku, Dork nella prima edizione italiana del manga) è un principato teocratico composto da una moltitudine di piccoli principati e staterelli. L'imperatore governa dalla città santa di Shuwa, mentre grande potere è delegato al concilio dei sacerdoti. Eriko Ogihara-Schuck ha affermato in un suo studio che i dorokiani sono permeati da una visione dualistica del mondo, incentrata su una divisione tra purezza e corruzione, luce e ombra; concezione che viene scardinata da Nausicaä che si rifiuta di dividere il mondo in una dicotomia "bene-male".

### Namuris
Namuris (ナムリス?, Namurisu) è l'imperatore di Dorok e il fratello di Mirarupa. È descritto come un personaggio carismatico e intelligente, ma privo dei poteri psichici del fratello. Ha oltre cento anni e sopravvive trapiantando periodicamente il suo cervello in corpi clonati e soggetti a degradarsi. Nella sua gioventù era stato ospite del Signore del giardino, ma decise di lasciare l'oasi per inseguire l'ideale di diventare un sovrano illuminato e fare del bene per il suo popolo; tuttavia, annoiato dal comportamento dei suoi sudditi perse di vista il suo proposito iniziale e diventò più interessato a mantenere il suo potere e inseguire il suo sogno di immortalità. Nella seconda parte del manga assassina suo fratello Mirarupa e assume il titolo di "Sacro imperatore" (神聖皇帝?, Shinsei kōtei). Namuris cattura poi Kushana e le propone di sposarla per rivendicare il controllo dei due regni. Infine, stanco di vivere, passa il fardello di regnare a Nausicaä e, ferito gravemente dall'attacco di Ohma, spira.

### Mirarupa
Mirarupa (ミラルパ?, chiamato Miralpa nella prima edizione italiana del manga) è il fratello dell'imperatore di Dorok Namuris. Il suo ascendente sul concilio dei sacerdoti e i suoi poteri psichici lo rendono il regnante di fatto nella prima parte del manga. Nonostante Mirarupa sia il più giovane dei due fratelli il suo corpo appare molto più vecchio, perché, a differenza di Namuris, non si è mai sottoposto a trapianto e viene tenuto in vita da una serie di dolorosi trattamenti. Temendo la profezia del salvatore vestito d'azzurro, cerca in due occasioni di arrivare a Nausicaä, ma viene fermato la prima volta dall'intervento del Gran sacerdote dei Mani e la seconda dalla purezza di spirito di Nausicaä, che ferisce il suo animo nero, carico d'odio e di paure. Viene quindi trasportato a Shuwa, dove Namuris lo assassina nella vasca di rianimazione. Il suo spirito, con un ultimo tentativo di corrompere la ragazza, si introduce nel viaggio onirico di Nausicaä, ma viene redento dalla principessa e purificato dal suo odio.

### Chalka
Chalka (チヤルカ?, Chiyaruka, chiamato Tcharka nella prima edizione italiana del manga) è il prelato a comando delle forze militari dell'impero di Dorok. Inizialmente spaventato dall'apparizione della figura della profezia, in seguito riconosce le qualità di Nausicaä e viene folgorato dal suo carisma e dalla sua purezza di spirito. Insieme i due tentano di arrestare l'espandersi della muffa sulle terre di Dorok. Accusato della disfatta dell'esercito a Sapata, di essersi schierato con il nemico e di far parte dell'élite clericale traditrice dell'impero, Chalka viene condannato a morte dall'imperatore e dalla folla inferocita, ma viene salvato dall'esecuzione da Nausicaä e Chikuku. Infine si prodiga per portare i superstiti in salvo dal miasma e per riconciliare i dorokiani e i tolmekiani.

### Gran sacerdote dei Mani
Il Gran sacerdote dei Mani (マニ族僧正?, Mani zoku sōjō, chiamato Bonzo di Mani nella prima edizione italiana del manga) è il prelato a capo della tribù Mani. È cieco, ma in grado di usare la telepatia. È la mente dietro l'attacco degli Ohmu al campo tolmekiano, provocato dalla cattura e conseguente tortura di un cucciolo. Dopo che Nausicaä interrompe l'attacco, il sacerdote la riconosce come la "fanciulla vestita d'azzurro" della profezia. Muore usando i suoi poteri psichici per salvare Nausicaä da Mirarupa e per permettere a Yupa, Asbel e Kecha di sfuggire al fratello dell'imperatore.

### Kecha
Kecha (ケチャ?) è una ragazza della tribù dei Mani in grado di capire e parlare la lingua tolmekiana. Inizialmente assistente del Gran sacerdote, diventa amica di Nausicaä e Asbel e segue il ragazzo dopo la morte del prelato.

### Chikuku
Ruwa Chikuku Kurbarca (ルワ・チクク・クルバルカ?, Ruwa Chikuku Kurubaruka) è un bambino dalle forti abilità telepatiche che viveva con degli anziani in un'oasi nel territorio di Dorok. Dopo la morte degli anziani, Chikuku lascia l'oasi insieme a Nausicaä e sviluppa una sincera devozione nei suoi confronti. La sua arma preferita è una cerbottana con cui spara dei dardi affilati. Usa i suoi poteri telepatici per permettere a Nausicaä di comunicare con coloro che non capiscono la sua lingua. Nel finale del manga, insieme a Chalka, incita i dorokiani a rivoltarsi all'assolutismo dell'imperatore Namuris; qui si scopre che il suo cognome è Kurbarca (Kurbarka nella prima edizione italiana del manga), come quello dell'imperatore precedente all'avvento del padre di Namuris e Mirarupa, suggerendo che possa essere un erede dell'antica famiglia imperiale.

## Shuwa
Shuwa (シュワ?) è la città santa e capitale dell'impero di Dorok. Contiene tutti i grandi segreti del mondo antico nel suo giardino e nella cripta del suo santuario ed è il bersaglio del re Vu di Tolmekia nella guerra contro i dorokiani.

### Signore del giardino
Il Signore del giardino (庭の主?, Niwa no nushi) è un essere artificiale creato con il compito di preservare la conoscenza della civiltà precedente ai sette giorni di fuoco e le forme di vita ormai estinte nel mondo esterno in un'oasi isolata e protetta. Il guardiano accoglie Nausicaä nel giardino, la cura dalle radiazioni di Ohma e le rivela il piano architettato dagli antichi per la salvaguardia dell'umanità: usare la foresta per purificare la terra e ricostruire il mondo con le creature e la conoscenza contenute nel giardino. Egli cerca di persuadere Nausicaä a rimanere con lui nel giardino, ma, vista la ferrea volontà della ragazza, le permette di partire. Nausicaä lo definisce "crudele, eppure anche gentile". Possiede una capra di nome Kest (ケスト?, Kesuto, Kesto nella prima edizione italiana del manga).

### Signore della cripta
Il Signore della cripta (墓所の主?, Bosho no nushi) è un'entità artificiale creata dagli uomini prima dei sette giorni di fuoco riponendovi tutto il sapere antico. Si tratta di un'Idra avente le fattezze di un grande parallelepipedo nero abitato da monaci che decifrano un testo sacro estremamente complesso (che contiene tutto il sapere tecnologico del mondo antico e la cui rivelazione avviene solamente una riga alla volta e soltanto quando cambia il re che lo governa) e che praticano certe arcaiche arti oscure, come la riproduzione genetica. Lo scopo del Signore della cripta è quello di preparare il ritorno della civiltà industriale una volta che il sistema ecologico del Mare della Putrefazione avrà ripulito la terra. Per fare ciò sfrutta i monaci di Shuwa che lo credono una divinità e richiede la protezione dell'imperatore Dorok fino a quando il suo disegno non sarà compiuto. Nausicaä rigetta però la sua visione delle cose per il futuro del pianeta e, con il potere di Ohma, lo distrugge.

## Animali e creature

### Teto
Teto (テト?) è un animale della specie scoiattolo-volpe (キツネリス?, Kitsunerisu) o volpe-scoiattolo. Viene recuperato svenuto da Yupa nella foresta all'inizio della storia e ceduto a Nausicaä. Inizialmente ostile perché spaventato, la ragazza si guadagna rapidamente la sua fiducia e Teto da allora la accompagna ovunque, anche a bordo dell'ala volante Mehve. L'esposizione alla "luce velenosa" di Ohma, tuttavia, ha ripercussioni negative sulla sua salute, fino a condurlo alla morte per avvelenamento da radiazione. Nausicaä interrompe il suo viaggio per seppellire il suo corpo sotto a un albero, convinta che Teto sarebbe stato felice di ricongiungersi alla natura e di poter dare nutrimento alla pianta e unirsi ad essa, sentendo ancora una volta il vento tramite le sue foglie.
Questa specie compare anche nel film dello Studio Ghibli Laputa - Castello nel cielo.

### Ohmu
Gli Ohmu (王蟲?, Ōmu, chiamati Mostri-Tarlo o Mostro-Tarli nella prima edizione italiana del manga) sono degli insetti giganti che abitano il Mare della Putrefazione. Sono temuti da gran parte degli abitanti del mondo di Nausicaä, perché l'uccisione di un qualsiasi insetto li rende aggressivi, come si riconosce dai loro occhi che da blu diventano rossi. Inoltre, date le loro dimensioni, possono distruggere interi villaggi e le spore che spargono mentre sono in movimento possono rendere la terra inabitabile per l'uomo se non rimosse in tempo. Il loro esoscheletro è più duro della ceramica e per questo è un materiale molto ricercato per armi, attrezzi e strutture. Gli Ohmu possiedono una coscienza collettiva, con cui alcune persone particolarmente sensibili possono comunicare, e sembrano possedere un livello di intelligenza largamente superiore agli altri insetti della foresta. La loro sviluppata empatia li rende in grado di percepire le emozioni tramite i loro tentacoli.
Il loro nome è composto dai kanji 王?, ō, lett. "re", e 蟲?, mu(shi), lett. "insetto", e deriva dalla traslitterazione giapponese per Sand Worm, il verme delle sabbie del romanzo Dune di Frank Herbert. Miyazaki ha ideato gli Ohmu combinando insetti e altri artropodi, ipotizzando che vivessero in uno stato larvale fino alla loro morte. Il loro aspetto venne scelto per rendere difficile l'associazione a forme di vita esistenti e ridurre l'empatia nei loro confronti. In italiano, il nome è stato tradotto con "Mostro-Tarlo" nel primo doppiaggio del film trasmesso dalla Rai e nella prima edizione del manga edita da Granata Press, mentre nella seconda ristampa del manga edita da Panini è usata la traduzione letterale "Verme Re"; nella riedizione del film distribuita da Lucky Red nel 2015 e nella prima edizione Panini Comics del manga è stato invece adottato il nome originale giapponese, "Ohmu".

### Kai e Kui
Kai (カイ?) e Kui (クイ?) sono la coppia di cavalli-uccello (トリウマ?, Toriuma) appartenenti a Yupa. L'uomo cede Kai a Nausicaä quando la ragazza è richiamata in guerra e, durante la battaglia di Sapata, l'animale muore per salvare la vita alla sua padrona. Percependo a distanza la morte del suo compagno, Kui, sempre in possesso di Yupa, depone un uovo.
I cavalli-uccello sono dei grossi uccelli incapaci di volare, biogeneticamente modificati in sostituzione dei cavalli, che si sono estinti nel mondo di Nausicaä. Sono usati prevalentemente come animali da soma o come cavalcature. Il loro aspetto ha ispirato Hironobu Sakaguchi, il creatore della serie videoludica Final Fantasy, nella concezione dei Chocobo.

### Ohma
Ohma (オーマ?, Ōma, chiamato Oma nella prima edizione italiana del manga) è il dio guerriero (巨神兵?, Kyoshinhei) rinvenuto a Pejite e recuperato dall'imperatore Namuris, il quale intende sfruttarlo per i suoi scopi. Liberato dall'involucro in cui veniva trasportato da Nausicaä, che però intendeva distruggerlo, identifica la ragazza con la figura materna, complice il fatto che possiede la pietra atta a rigenerarlo. Nausicaä lo battezza Ohma, che significa "innocenza" nell'antica lingua di Eftal, e si reca con lui a Shuwa. Dapprima ingenuo e ubbidiente come un bambino, Ohma inizia a sviluppare rapidamente una forma di intelligenza e si innalza a giudice del genere umano, equivocando la missione di Nausicaä. Durante il cammino il suo corpo si deteriora progressivamente, a causa del continuo ricorso ai suoi poteri nucleari nonostante debole e appena nato. Ulteriormente debilitato dalla battaglia per accedere alla cripta di Shuwa, Ohma muore dopo aver distrutto, su ordine di Nausicaä, il Signore della cripta, consolato dalla ragazza che gli rivela di essere fiera di lui per essere diventato una brava persona.
Gli dei guerrieri, chiamati giganteschi soldati o soldati invincibili nella prima edizione italiana del manga, sono delle creature artificiali gigantesche, create dalla civiltà industriale come armi di distruzione e i principali responsabili del cataclisma che ha sconvolto il mondo durante i sette giorni di fuoco. Nonostante gli scheletri ceramici degli dei guerrieri siano una vista piuttosto comune nel mondo di Nausicaä, le creature sono ritenute ormai estinte. Alimentate da energia nucleare, queste creature hanno l'abilità di volare deformando lo spazio e di generare dei raggi di energia distruttivi. La loro corazza è talmente spessa che le armi convenzionali non hanno il minimo effetto su di essi. Il loro nome in giapponese significa letteralmente "soldato divino gigante"; questo nome è stato tradotto come "Gigantesco Soldato Invincibile" nella prima edizione italiana della Granata Press, e come "Soldato Titano" nella seconda ristampa del manga della Panini Comics.

### Idra
Il termine Idra (ヒドラ?, Hidora) fa riferimento a delle potenti creature artificiali create dalla civiltà industriale per svolgere i lavori più umili e combattere come soldati. Sono estremamente resistenti e l'unico modo di ucciderli è distruggere il loro nucleo contenuto nella testa o ridurli a brandelli. Anche i corpi clonati di Namuris e del Signore del giardino sono denominati Idra, suggerendo che il termine è usato per riferirsi ad ogni essere umanoide creato biogeneticamente.
Nella prima edizione italiana del manga, le Idre vengono chiamate "gli Hidora", traslitterando il nome dal giapponese invece di tradurlo in italiano.

## Altri

### Uomini della foresta
Gli uomini della foresta (森の人?, Mori no hito) sono un popolo che ha deciso di tornare a vivere a contatto con la natura, nel Mare della Putrefazione.

#### Selm
Selm (セルム?, Serumu) è un abitante del Mare della Putrefazione che soccorre Yupa, Asbel e Kecha dopo la loro caduta nella foresta e li aiuta nel loro attraversamento della giungla. In seguito aiuta Nausicaä a risvegliarsi dal suo viaggio interiore, dopo essere stata inghiottita da un Ohmu, e con i suoi poteri telepatici la assiste a distanza con consigli durante le sue prove al giardino e nella cripta di Shuwa.

#### Selaine
Selaine (セライネ?, Seraine) è la sorella di Selm che diventa amica di Kecha.

### Domatori d'insetti
I domatori d'insetti (蟲使い?, Mushitsukai), anche detti domatori di vermi, sono degli uomini che vivono ai margini della società, nelle vicinanze del Mare della Putrefazione, addomesticando delle lumache note come "vermi", vivendo di quello che trovano e offrendo i loro servizi come mercenari. Osteggiati dalla maggior parte della popolazione come una razza disgustosa e "intoccabile", sono tra i pochi a conoscere l'esistenza degli uomini della foresta, verso cui nutrono grande rispetto e timore. Sono assoldati da Tolmekia per aiutare Kushana nella ricerca della pietra misteriosa e in seguito da Dorok per aiutarli nei loro esperimenti biogenetici. Dopo aver assistito al risveglio di Nausicaä, i domatori d'insetti la identificano con la loro divinità e salvatrice, accompagnandola alla cripta di Shuwa e proteggendola nel corso dell'ultima battaglia.
Miyazaki ha dichiarato di aver introdotto questa classe di personaggi per rappresentare la disparità nella società e per esplorare la nobiltà di coloro che vengono malvisti dal resto della gente. Li ha descritti come una casta infima ma si è dispiaciuto di non averli potuti esplorare maggiormente nel corso della saga.